# طهنا الجبل
قرية طهنا الجبل  هي إحدي القرى التابعة لمركز المنيا بمحافظة المنيا في جمهورية مصر العربية. حسب إحصاءات سنة 2006، بلغ إجمالي السكان في طهنا الجبل 7387 نسمة، منهم 3876 رجل و3511 امرأة.